# Журавлёво (Воронежская область)
Журавлёво — хутор в Калачеевском районе Воронежской области.
Входит в состав Хрещатовского сельского поселения.

## География

### Улицы
- ул. Пионерская.

## История
Журавлёво – хутор, входивший в состав Хрещатовского сельсовета. Основан в середине XIX века крестьянами-малороссами слободы Старая Меловая. В середине 20-х годов на хуторе имелась сельхозартель «Червона Зирка». В 1928 году в Журавлёво 101 двор с населением 660 человек. В ходе коллективизации хуторские хозяйства вошли в состав четвериковского колхоза «Путь к социализму». В 1976 году в хуторе 112 дворов с населением 333 человека. На январь 1996 года – 65 дворов с населением 114 человек.